# یوهانس شولتس
یوهانس شولتس (به آلمانی: Johannes Schultz) (زادهٔ ۲۶ ژوئن ۱۵۸۲ - درگذشتهٔ ۱۶ فوریهٔ ۱۶۵۳) آهنگساز اهل آلمان بود.
او در سال ۱۶۰۵ به‌عنوان نوازندهٔ ارگ در کلیسایی در شهر داننبرگ (الب) پذیرفته شد.